# Salzfest
Das Salzfest findet zur Erinnerung an die Tradition als Salzstadt und vor dem Hintergrund der Tradition der Halloren (Halleschen Salzsieder) seit 1995 als Volksfest in Halle (Saale) statt. Es ist neben dem Laternenfest das zweite große Volksfest in Halle (Saale).
Jedes Jahr zum letzten Septemberwochenende wird rund um den Markt ein Programm auf Bühnen, an Ständen und mit Fahrgeschäften geboten. Die Höhepunkte dabei bilden unter anderen das Bornknecht-Rennen auf dem Marktplatz und die Vorstellung von Hallorentradition und -handwerk auf der Salineinsel.
Das Salzfest zieht jedes Jahr trotz der recht kurzen Tradition mehr als 200.000 Besucher an.